# Nexter Systems
Nexter Systems SA (dříve GIAT industries z francouzského Groupement des Industries de l'Armée de Terre – Průmyslová skupina pozemní armády) je původně francouzská státní zbrojovka, která vyrábí munici, obrněnou techniku, vybavení pro dělostřelectvo nebo vojenské elektronické systémy.
V roce 2015 se Nexter spojil s německou společností Krauss-Maffei Wegmann pod hlavičkou holdingového podniku KNDS, pod jehož názvem nyní obě společnosti vystupují. Nexter také spolupracuje s českou společností Czechoslovak Group při vývoji a výrobě kolového obrněného vozidla Titus a děl Caesar.
V roce 2023 měl Nexter 4 489 zaměstnanců a obrat 1,3 milardy euro.

## Historie
GIAT vznikla v roce 1971 sloučením několika do té doby samostatných průmyslových podniků spadajících pod armádu a ministerstvo obrany. V roce 1991 společnost změnila právní formu ze státního podniku na státem vlastněnou kapitálovou společnost.
S koncem studené války nastalo v Evropě všeobecné omezení ozbrojených sil a s tím i zbrojních akvizic, což se negativně podepsalo na kondici GIAT. Navzdory tomu, že společnost přistoupila k restrukturalizaci a z původních 18 tisíc zaměstnanců klesly stavy k roku 2002 na 6 200 pracovníků, nedařilo se dosáhnout zisku. Zpráva Národního shromáždění dokonce v roce 2002 označila ekonomickou situaci podniku za „kritickou“. Do zisku se GIAT dostala znovu až v roce 2005, a to mimo jiné díky zakázce na modernizaci tanků Leclerc a rostoucímu exportu. Významnou exportní zakázkou byly dodávky tanků a dalších obrněnců v hodnotě 3 miliard dolarů pro Spojené arabské emiráty, kterou však provázely kontroverze – existuje podezření, že část z 200 milionů dolarů zaplacených prostředníkům byla použita na úplatky pro vládní představitele.
K 1. prosinci 2005 prošla společnost další reorganizací, během níž také došlo ke změně názvu na Nexter Systems. Nový název má být srozumitelnější pro mezinárodní zákazníky a obsahuje v sobě kombinaci anglického slova „next“ (doslova další, zde ale symbolizuje zaměření na budoucnost) a „ter“ (fragment francouzského „terre“ – země, což je odkaz na kořeny v oblasti pozemního vojska).
V dalších letech Nexter pomocí akvizic posílil svou pozici na poli výroby munice a vojenských výbušnin. Hlavními produkty společnosti se ale stal tank Leclerc, samohybná houfnice Caesar a obrněné vozidlo Aravis.

### Sloučení s KMW
Přibližně od roku 2014 se v médiích objevovaly zprávy o tzv. projektu KANT (akronym KMW And Nexter Together), který označoval záměr spojení Nexteru s velkou německou zbrojovkou Krauss-Maffei Wegmann. Obě společnosti si od tohoto záměru slibovaly posílení pozice na mezinárodním trhu a v případě KMW také zjednodušení exportu, který už nebude zcela závislý na přísných povoleních německé vlády.
Dne 29. července 2015 bylo v Paříži oficiálně dokončeno spojení obou společností. Ty jsou od té doby stoprocentně vlastněny holdingovou společností Honostor NV, kterou z 50 % vlastní francouzská vláda a z 50 % rodinný holding Wegmann Unternehmens-Holding KG – dosavadní majitelé KMW. Holdingová společnost je registrována v Nizozemsku a podléhá tak tamnímu právu, řízena je však nadále z Francie a Německa. Dozorčí radu tvoří sedm osob, po dvou jmenovaných francouzskou vládou a rodinou Bode-Wegmann, doplněných o trojici nezávislých osob, které navíc nemají být občany Francie ani Německa.
V roce 2016 byl na zbrojním veletrhu Eurosatory představen finální název nové skupiny, kterým se stal akronym KNDS – KMW+Nexter Defense Systems.